# Орейе, Анри
Анри Орейе (фр. Henri Oreiller; 5 декабря 1925, Париж — 7 октября 1962) — французский горнолыжник и автогонщик, двукратный олимпийский чемпион.

## Биография
Анри Орейе родился в 1925 году в Париже, хотя его отец был родом из Италии. Семья жила в Париже, а на каникулах отдыхала на горнолыжном курорте в Валь-д’Изере, где Анри и научился кататься на горных лыжах.
Во время Второй мировой войны Орейе сражался в особом лыжном отряде движения Сопротивления. После освобождения Парижа вступил в регулярную армию, воевал в Альпах в составе элитного горнострелкового подразделения.
После войны выступал в горнолыжных соревнованиях, в 1947 году стал чемпионом Франции в слаломе. Звёздным часом Анри Орейе стали первые послевоенные Олимпийские игры в Санкт-Морице. Он стал первым олимпийским чемпионом в скоростном спуске, опередив преследователей на рекордные 4 секунды. В специальном слаломе француз стал бронзовым призёром, проиграв чемпиону 2,5 секунды. Также Орейе первенствовал в комбинации, став с тремя наградами самым успешным спортсменом Олимпиады-1948. Орейе остается единственным французом, выигравшим олимпийское золото в комбинации. При этом француз пропустил одну из медальных церемоний потому что играл в это время на аккордеоне в одном из баров и получил свою медаль лишь спустя неделю.
Спустя четыре года на Олимпийских играх в Осло француз стал 14-м в скоростном спуске и 16-м в новой олимпийской дисциплине — гигантском слаломе.
В 1952 году завершил карьеру горнолыжника и серьёзно занялся автоспортом. В 1959 году он стал чемпионом Франции в кузовных автогонках. Участвовал в гонке 24 часа Ле-Мана. 
7 октября 1962 года, пилотируя свой Ferrari 250 GTO на автодроме Монлери Орейе, попал в аварию на скорости 160 км/ч и в тот же день скончался в парижской больнице Кошен. В августе 2014 года эта Ferrari была продана за рекордные 38,1 млн долларов.